# Indische Frauen-Cricket-Nationalmannschaft in Sri Lanka in der Saison 2018/19
Die Tour der indischen Cricket-Nationalmannschaft nach Sri Lanka in der Saison 2018/19 fand vom 11. bis zum 25. September 2018 statt. Die internationale Cricket-Tour war Bestandteil der Internationalen Cricket-Saison 2018/19 und umfasste drei WODIs und drei WTwenty20s. Indien gewann die WODI-Serie 2–1 und die WTwenty20-Serie 4–0.

## Vorgeschichte
Für beide Teams war es die erste Tour der Saison. Das letzte Aufeinandertreffen der beiden Mannschaften bei einer Tour fand in der Saison 2015/16 in Indien statt.

## Stadien
Die folgenden Stadien wurden für die Tour als Austragungsort vorgesehen.
| Stadion                           | Stadt      | Kapazität | Spiele                |
| --------------------------------- | ---------- | --------- | --------------------- |
| Colombo Cricket Club Ground (CCC) | Colombo    | 6.000     | 3. & 4. WT20          |
| Colts Cricket Club Ground (Colts) | Colombo    | 10.000    | 2. WT20               |
| Galle International Stadium       | Galle      | 35.000    | 1. & 2. WODI          |
| FTZ Sports Complex                | Katunayake |           | 3. WODI; 1. & 5. WT20 |

## Kaderlisten
Sri Lanka benannte seinen WODI-Kader am 9. September und seinen WTwenty20-Kader am 18. September.
| WODI | WODI | Wtwenty20 | Wtwenty20 |
| Sri Lanka | Indien | Sri Lanka | Indien |
| --- | --- | --- | --- |
| - Chamari Athapaththu (K) - Kavisha Dilhari - Nipuni Hansika - Ama Kanchana - Sugandika Kumari - Dilani Manodara - Imalka Mendis - Hasini Perera - Udeshika Prabodhani - Inoka Ranaweera - Anushka Sanjeewani - Nilakshi de Silva - Shashikala Siriwardene - Prasadani Weerakkody - Sripali Weerakkody | - Mithali Raj (K) - Harmanpreet Kaur (VK) - Taniya Bhatia (wk) - Ekta Bisht - Rajeshwari Gayakwad - Jhulan Goswami - Dayalan Hemalatha - Mansi Joshi - Veda Krishnamurthy - Smriti Mandhana - Shikha Pandey - Punam Raut - Jemimah Rodrigues - Deepti Sharma - Poonam Yadav | - Chamari Athapaththu (K) - Kavisha Dilhari - Ama Kanchana - Eshani Kaushalya - Sugandika Kumari - Dilani Manodara - Imalka Mendis - Yashoda Mendis - Hasini Perera - Udeshika Prabodhani - Inoshi Priyadharshani - Oshadi Ranasinghe - Sharina Ravikumar - Anushka Sanjeewani - Nilakshi de Silva - Shashikala Siriwardene - Rebeca Vandort - Sripali Weerakkody | - Harmanpreet Kaur (K) - Smriti Mandhana (VK) - Taniya Bhatia (wk) - Ekta Bisht - Dayalan Hemalatha - Mansi Joshi - Veda Krishnamurthy - Shikha Pandey - Anuja Patil - Mithali Raj - Arundhati Reddy - Jemimah Rodrigues - Deepti Sharma - Poonam Yadav - Radha Yadav |

## Women’s One-Day Internationals

### Erstes WODI in Galle
| 11. September Scorecard | Galle | Sri Lanka 98 (35.1)          | – | Indien 100-1 (19.1) |
|                         |       | Indien gewinnt mit 9 Wickets |   |                     |

Sri Lanka gewann den Münzwurf und entschied sich als Schlagmannschaft zu beginnen.

### Zweites WODI in Galle
| 13. September Scorecard | Galle | Indien 219 (50)           | – | Sri Lanka 212 (48.1) |
|                         |       | Indien gewinnt mit 7 Runs |   |                      |

Indien gewann den Münzwurf und entschied sich als Schlagmannschaft zu beginnen.

### Drittes WODI in Katunayake
| 16. September Scorecard | Katunayake | Indien 253-5 (50)               | – | Sri Lanka 257-7 (49.5) |
|                         |            | Sri Lanka gewinnt mit 3 Wickets |   |                        |

Sri Lanka gewann den Münzwurf und entschied sich als Feldmannschaft zu beginnen.

## Women’s Twenty20 Internationals

### Erstes WTwenty20 in Katunayake
| 19. September Scorecard | Katunayake | Indien 168-8 (20)          | – | Sri Lanka 155 (19.3) |
|                         |            | Indien gewinnt mit 13 Runs |   |                      |

Sri Lanka gewann den Münzwurf und entschied sich als Feldmannschaft zu beginnen.

### Zweites WTwenty20 in Colombo
| 21. September Scorecard | Colombo (Colts) | Sri Lanka 49-3 (7.5) | – | Indien |
|                         |                 | No Result            |   |        |

Indien gewann den Münzwurf und entschied sich als Feldmannschaft zu beginnen.

### Drittes WTwenty20 in Colombo
| 22. September Scorecard | Colombo (CCC) | Sri Lanka 131-8 (20)         | – | Indien 132-5 (18.2) |
|                         |               | Indien gewinnt mit 5 Wickets |   |                     |

Indien gewann den Münzwurf und entschied sich als Feldmannschaft zu beginnen.

### Viertes WTwenty20 in Colombo
| 24. September Scorecard | Colombo (CCC) | Sri Lanka 134-5 (17)         | – | Indien 137-3 (15.4) |
|                         |               | Indien gewinnt mit 7 Wickets |   |                     |

Indien gewann den Münzwurf und entschied sich als Feldmannschaft zu beginnen.

### Fünftes WTwenty20 in Katunayake
| 25. September Scorecard | Katunayake | Indien 156 (18.3)          | – | Sri Lanka 105 (17.4) |
|                         |            | Indien gewinnt mit 51 Runs |   |                      |

Sri Lanka gewann den Münzwurf und entschied sich als Feldmannschaft zu beginnen.